# Lomba de Baixo
A Lomba de Baixo é uma elevação portuguesa localizada na freguesia açoriana da Praia do Norte do concelho da Horta, ilha do Faial, arquipélago dos Açores.
Este acidente geológico encontra-se geograficamente junto ao vulcão central da ilha do Faial que tem o seu ponto mais elevado no Cabeço Gordo do qual faz parte e que se eleva a 1043 metros de altitude acima do nível do mar.
A Lomba de Baixo localiza-se entre Cabeço Gordo e o Alto do Guarda-Sol. Nas suas Imediações nasce a Ribeira do Adão que depois de juntar as suas águas às águas da Ribeira do Serrado Novo, atravessa a localidade da Praia do Norte e a Fajã da Praia indo desaguar no mar, na costa Norte da ilha, na Baía da Ribeira das Cabras.
Esta formação geológica localiza-se a 1041 metros de altitude acima do nível do mar.